# Proceratophrys paviotii
Espèce
Statut de conservation UICN

 DD  : Données insuffisantes
Proceratophrys paviotii est une espèce d'amphibiens de la famille des Odontophrynidae.

## Répartition
Cette espèce est endémique de la municipalité de Santa Teresa dans l'État d'Espírito Santo au Brésil,.

## Étymologie
Cette espèce est nommée en l'honneur d'Antônio Pavioti.

## Publication originale
- Cruz, Prado & Izecksohn, 2005 : Nova espécie de Proceratophrys Miranda-Ribeiro, 1920 do sudeste do Brasil (Amphibia, Anura, Leptodactylidae). Arquivos do Museu Nacional, Rio de Janeiro, vol. 63, no 2, p. 289-295 (texte intégral).